# 检察官雅各布·索兰佐肖像画

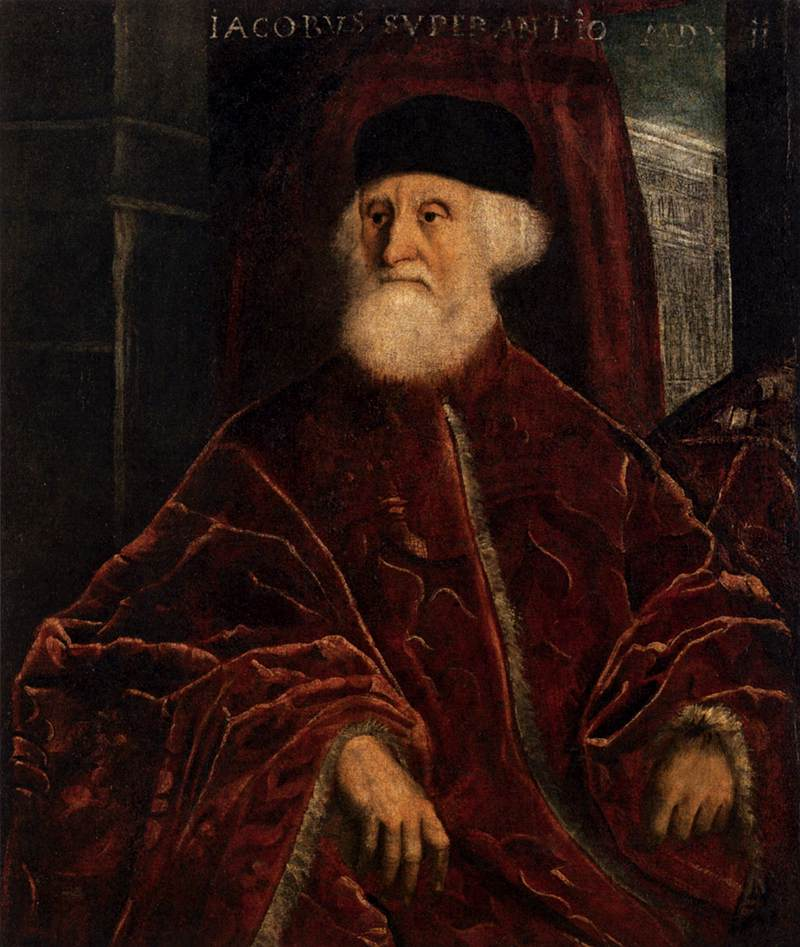

《检察官雅各布·索兰佐肖像画》是丁托列托的一幅布面油画， 绘制于1550 年，现藏于威尼斯学院美术馆 。  一幅索兰佐及其家人的更大的肖像也保存下来，现在分为三个部分，都藏于米兰的斯福尔扎城堡画廊。 